# Diga di Olginate
La diga di Olginate, posta nei pressi del ponte Vittorio Emanuele III tra il lago di Olginate e il lago di Garlate, è il principale sbarramento di regolazione del lago di Como. La diga fa parte del consorzio dell'Adda e fu realizzata nel 1946 per regolare, durante i momenti di piena, il deflusso delle acque ed evitare l'allagamento della città di Como.

## Storia
Il 14 gennaio del 1939 venne pubblicato, nella Gazzetta Ufficiale, il Regio Decreto Legge n. 2010 del 21 novembre del 1938 che serviva per istruire il Consorzio dell'Adda per la costruzione, manutenzione e l'esercizio della diga. L’opera della diga invece venne approvata col Regio Decreto del 19 aprile 1944. I lavori per la sua realizzazione iniziarono nel 1940 e si conclusero nel 1946. Negli ultimi anni è stata modificata per garantire un maggior deflusso di acqua per tenere rifornito il fiume Adda. Le fondamenta del pilone tra le luci 5 e 6  sono state risistemate nel 1995. Nel 2016, le paratie che regolano l'efflusso dell'acqua sono state sostituite. Il 22 ottobre 2023 le due paratie centrali sono uscite dalle proprie guide compromettendo parzialmente la funzionalità della barriera.

## Struttura
La diga che è stata costruita con fondazioni ad aria compressa, è lunga 150 m e divisa in 8 luci di 14 m ciascuna, con soglia a 195 m.s.l.m. Le luci sono chiuse da paratoie piane a rulli alte 4 m, che possono essere manovrate elettricamente ma anche manualmente. A sinistra è presente una conca per la navigazione con dimensioni di 28 m per 5,20 m, utilizzata come vasca per agevolare la risalita dei pesci in direzione del lago.

## Regolazione
La presenza della diga di Olginate e l’esercizio dei bacini idroelettrici di monte riescono a dimezzare annualmente il numero di allagamenti nelle piazze, a ridurne notevolmente la durata in giorni e a limitare l’altezza in centimetri a circa il 50% delle acque. Quindi la realizzazione delle opere di regolazione riduce il numero delle esondazioni, per una limitata durata, ed effetti meno gravi. Il progresso tecnologico dei monitoraggi, simulazioni e previsioni ha migliorato in questi ultimi anni l’efficienza delle opere di regolazione, anche se questa non è in grado di azzerare le inondazioni. La diga però determina un volume di regolazione nel lago pari a 246500000 m³, su una superficie complessiva di 145,033 km².